# Ялосовецька сільська рада
Ялосовецька сільська рада — колишній орган місцевого самоврядування у Хорольському районі Полтавської області з центром у c. Ялосовецьке.
Населення — 2763 особи.

## Населені пункти
Сільраді були підпорядковані населені пункти:
- c. Ялосовецьке
- с. Барилівщина
- с. Бригадирівка
- с. Кривці
- с. Лагодівка
- с. Миколаївка
- с. Новоіванівка
- с. Орликівщина
- с. Роплянське
- с. Червоне